# L’Estréchure
L’Estréchure (okzitanisch L’Estrechura) ist ein Ort und eine Gemeinde mit 152 Einwohnern (Stand 1. Januar 2022) im südfranzösischen Département Gard.

## Lage
L’Estréchure liegt am Oberlauf des Gardon ca. 44 km (Fahrtstrecke) nordöstlich der Kantonshauptstadt Le Vigan in den südlichen Ausläufern der Cevennen in einer Höhe von ca. 305 m ü. d. M. Nächstgelegene Großstädte sind Nîmes (ca. 70 km südöstlich) bzw. Montpellier (ca. 78 km südlich). Das Klima ist gemäßigt; Regen fällt verteilt über das ganze Jahr.

## Bevölkerungsentwicklung
| Jahr      | 1800 | 1851 | 1901 | 1954 | 1999 | 2014 |
| Einwohner | 464  | 611  | 571  | 295  | 143  | 163  |

Der kontinuierliche Rückgang der Einwohnerzahlen seit der Mitte des 19. Jahrhunderts ist im Wesentlichen auf die Mechanisierung der Landwirtschaft und den damit einhergehenden Verlust an Arbeitsplätzen zurückzuführen. Außerdem entvölkerten sich nahezu alle Bergregionen Frankreichs zugunsten der Städte in den Tallagen.

## Wirtschaft
Die Bewohner der Gemeinde lebten jahrhundertelang als Selbstversorger von Ackerbau und Viehzucht (Schafe, Ziegen) sowie von den zahlreichen Edelkastanien in den umliegenden Wäldern. In den Jahren 1910 und 1913 wurden zwei – inzwischen nicht mehr existierende – Seidenspinnereien gegründet. Heute ist der Tourismus in Form der Vermietung von Ferienwohnungen (gîtes) von Bedeutung.

## Geschichte
Im Mittelalter war der Weiler Estrechour Bestandteil der Pfarrgemeinde von Saint-Martin de Corconac, die jedoch in den Wirren der Hugenottenkriege (1562–1598) und späterer religiös motivierter Auseinandersetzungen unterging und zur Zeit der Französischen Revolution nur noch dem Namen nach existierte; einzig die ehemalige Pfarrkirche ist noch erhalten.

## Sehenswürdigkeiten
- Der Ort entstand an einer Engstelle (estrechour) des Gardon.
- Die protestantische Kirche (temple) des Ortes hat ein vergleichsweise aufwendig gearbeitetes Portal und einen einfachen Glockengiebel.
- Zwei Brunnen liefern immer noch trinkbares Quellwasser.

außerhalb
- Die etwa zwei Kilometer südöstlich gelegene und aus unbehauenen Steinplatten (schistes) erbaute ehemalige Pfarrkirche von Saint-Martin de Corconac (44° 6′ 9″ N, 3° 48′ 1″ O) entstand im 12. Jahrhundert; aus dieser Zeit sind noch Teile der Westfassade sowie die Nordwand des Kirchenschiffs erhalten. Im 14. Jahrhundert errichtete man eine neue, polygonal gebrochene Chorpartie sowie ein neues Seitenschiff auf der Südseite. Der in Privatbesitz befindliche Kirchenbau wurde im Jahr 2012 zum Monument historique[3] erklärt.

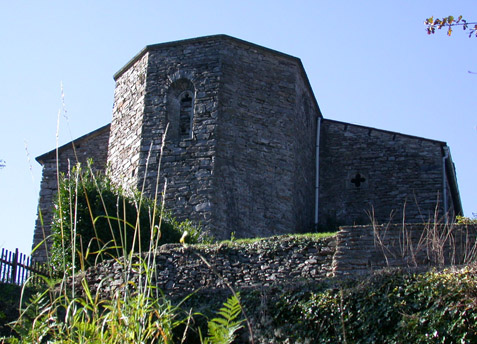
Chorpartie
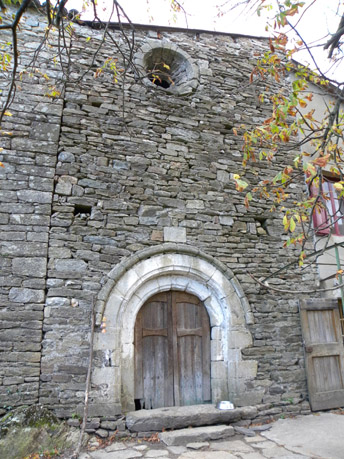
Westfassade
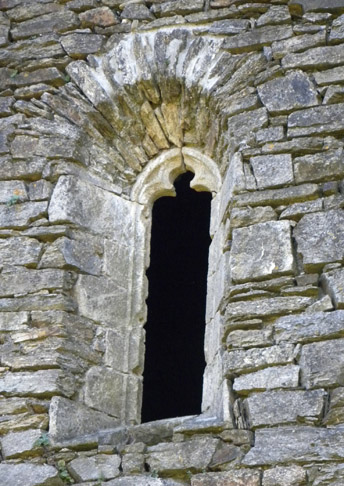
Gotisches Fenster
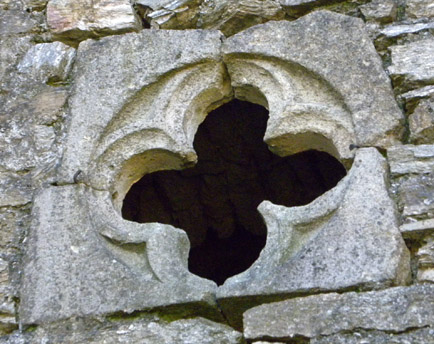
Vierpassfenster
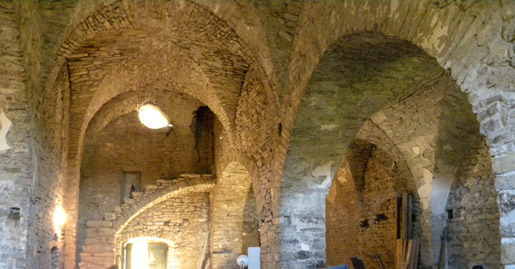
Kircheninneres